# Brechmorhoga latialata
Brechmorhoga latialata är en trollsländeart som beskrevs av Gonzalez 1999. Brechmorhoga latialata ingår i släktet Brechmorhoga och familjen segeltrollsländor. Inga underarter finns listade i Catalogue of Life.